# Noé (Tiapoum)
Pour les articles homonymes, voir Noé.
Noé est une localité du sud-est de la Côte d'Ivoire et appartenant au département d'Adiaké, Région du Sud-Comoé. La localité de Noé est un chef-lieu de commune.

## Train
| Origine | Arrêt précédent | Train | Train         | Train | Arrêt suivant | Destination |
| ------- | --------------- | ----- | ------------- | ----- | ------------- | ----------- |
| Accra   | Takoradi        |       | [Non indiqué] |       |               | Abidjan     |